# Socialismo científico

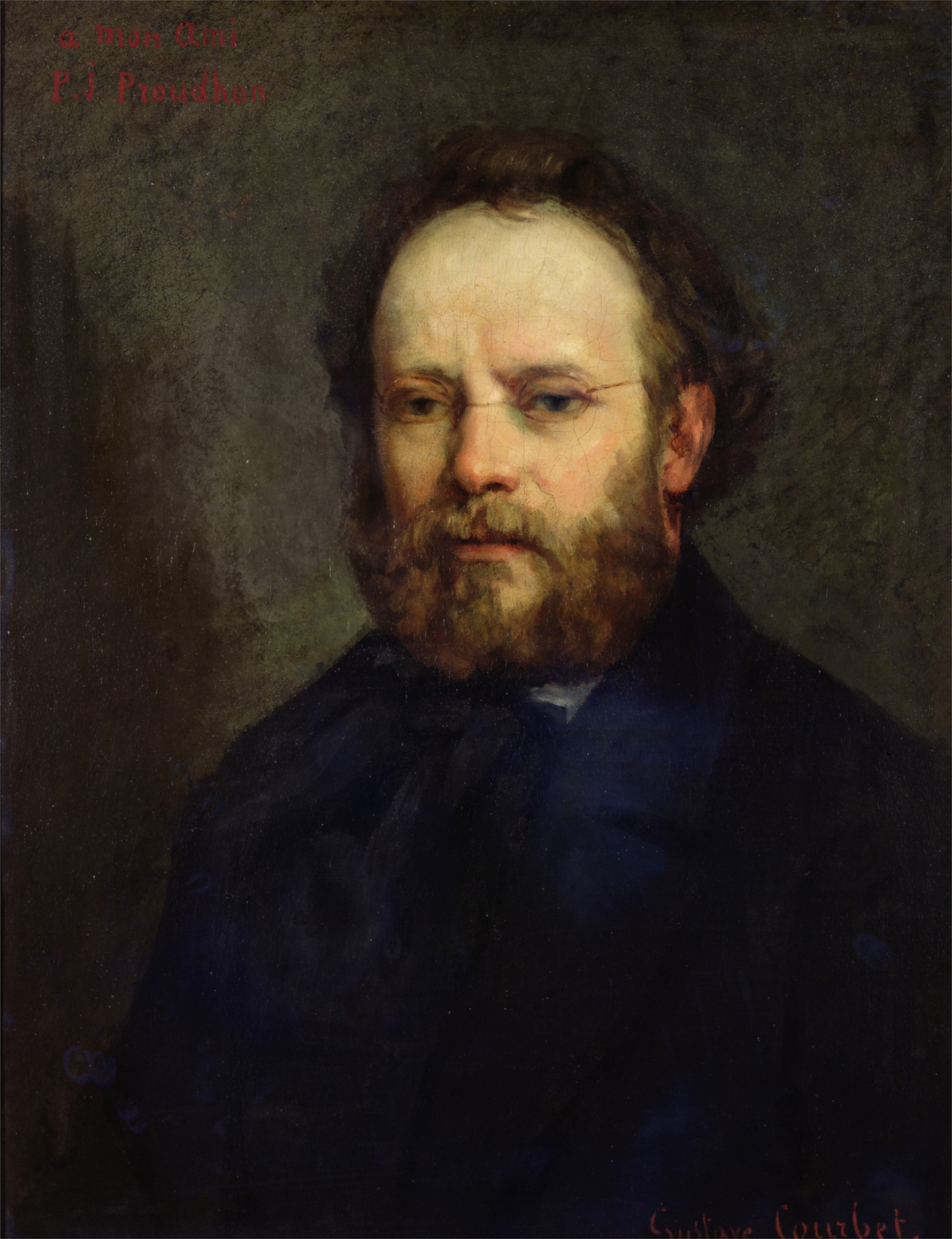
Pierre-Joseph Proudhon acuñó por primera vez el término en su obra ¿Qué es la propiedad?

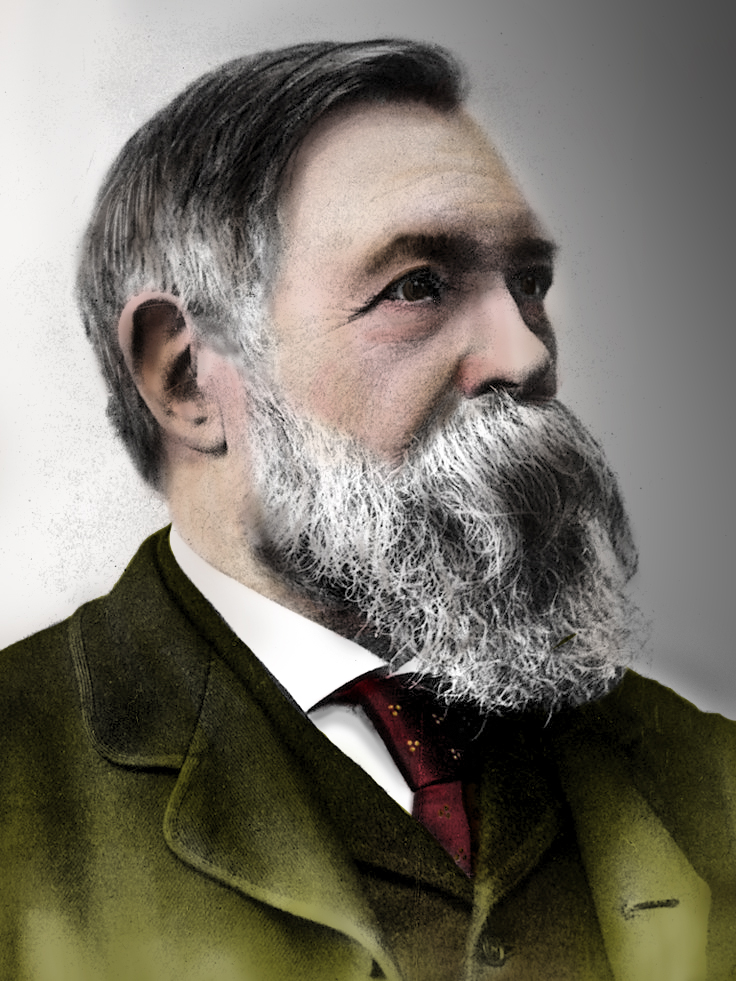
Friedrich Engels elaboró este término en su obra Del socialismo utópico al socialismo científico.

El socialismo científico es un término acuñado por Pierre-Joseph Proudhon en su obra ¿Qué es la propiedad? que significa una sociedad gobernada por un gobierno científico, es decir, una soberanía que se basa en la razón, en lugar su pura voluntad: 

Así, en una sociedad, la autoridad del hombre sobre el hombre está en razón inversa del desarrollo intelectual conseguido por esa sociedad, y la duración probable de esta autoridad puede calcularse en razón directa de la mayor o menor aspiración a un verdadero gobierno, es decir, a un gobierno establecido con arreglo a principios científicos. Así como la derecha el fuerza y el de la astucia se restringen por la determinación cada vez mayor de la idea de justicia y acabarán por desaparecer en la igualdad, la soberanía de la voluntad cede ante la soberanía de la razón y terminará por aniquilarse en un socialismo científico. La propiedad y la autoridad están amenazadas de ruina desde el principio del mundo, y así como el hombre busca la justicia en la igualdad, la sociedad aspira al orden en la anarquía.
Pierre-Joseph Proudhon (1840). ¿Qué es la propiedad? Capítulo V, II. Caracteres de la comunidad la propiedad

Aunque el término socialismo ha llegado a significar específicamente una combinación de ciencia política y económica, también es aplicable a un área más amplia de la ciencia que abarca lo que ahora se considera sociología y humanidades.  
Una de las primeras distinciones de un socialismo científico fue hecha por Charles Fourier, quien calificó a los modelos concebidos con anterioridad a su sistema como utópicos contraponiéndoles su "ciencia social". La distinción más famosa del socialismo científico se dio por obra de Karl Marx y Friedrich Engels, el cual fue llamado socialismo vivo marxista. Esta ideología rompió con los considerados "socialistas utópicos", desde el punto de vista marxista, porque no representaban, a su entender, cómo combatir el capitalismo en la práctica, pero a la vez reconociendo la importancia del análisis crítico de la realidad política y económica del capitalismo durante la revolución industrial. El llamado socialismo utópico hace referencia a aquellas formas de socialismo concebidas antes de que Marx hiciera pública su metodología científica (materialismo histórico). En el siglo XXI, el socialismo del siglo XXI se ha postulado como un nuevo socialismo científico.

Así como los economistas son los representantes científicos de la clase burguesa, los socialistas y los comunistas son los teóricos de la clase proletaria. [...] (E)stos teóricos son sólo utopistas que, para mitigar las penurias de las clases oprimidas, improvisan sistemas y andan entregados a la búsqueda de una ciencia regeneradora. [...] Mientras se limitan a buscar la ciencia y a construir sistemas, mientras se encuentran en los umbrales de la lucha, no ven en la miseria más que la miseria, sin advertir su aspecto revolucionario, destructor, que terminara por derrocar a la vieja sociedad. Una vez advertido este aspecto, la ciencia, producto del movimiento histórico, en el que participa ya con pleno conocimiento de causa, deja de ser doctrinaria para convertirse en revolucionaria.
Karl Marx (1846). La miseria de la filosofía Capítulo II. § I. El método, SÉPTIMA Y ÚLTIMA OBSERVACIÓN

## Antecedentes y marxismo
Las teorías sociales de Robert Owen, Henri de Saint-Simon, Charles Fourier, Louis Blanc y Pierre-Joseph Proudhon son consideradas dentro del socialismo utópico, ya que las mismas, aunque no compartieran las mismas ideologías, habían surgido como contestación a un mismo contexto socioeconómico: La Revolución Industrial, el dominio de la burguesía y el surgimiento del movimiento obrero, acontecimientos que se manifiestan inicialmente en Inglaterra a fines del siglo XVIII y que se expanden por el continente europeo durante el siglo XIX.
La distinción entre socialismo utópico al socialismo científico se originó con Karl Marx, que se buscó distinguir al marxismo del revolucionario del resto de las corrientes socialistas existentes a mediados del siglo XIX, que por no incluir premisas teóricas-científicas son calificadas como socialismo utópico.
Más tarde, Friedrich Engels usó el término en Del socialismo utópico al socialismo científico para distinguir al socialismo marxista de los demás socialismos que no se basaban en el materialismo histórico, el mismo que sería identificado como un método científico según sus partidarios, donde la realidad es una lucha de clases sociales y que esto generaba cambios en la sociedad, del mismo modo identificó al sujeto colectivo de la revolución socialista con el proletariado industrial. Al reconocer la naturaleza del socialismo como la resolución de esta contradicción y aplicar una comprensión científica exhaustiva del capitalismo, Engels afirmó que el socialismo se había liberado de un estado primitivo y se había convertido en una ciencia.

## Metodología
El socialismo científico se refiere a un método para comprender y predecir fenómenos sociales, económicos y materiales mediante el examen de sus tendencias históricas haciendo uso del método científico con el fin de obtener resultados probables y desarrollos futuros probables. Esto contrasta con lo que los socialistas posteriores llamaron socialismo utópico, un método basado en establecer proposiciones aparentemente racionales para organizar la sociedad y convencer a otros de su racionalidad y / o conveniencia. También contrasta con las nociones liberales clásicas de la ley natural, que se basan en nociones metafísicas de moralidad más que en una concepción materialista o fisicalista dinámica del mundo. 
Los científicos socialistas consideran que los desarrollos sociales y políticos están determinados en gran medida por las condiciones económicas en oposición a las ideas en contraste con los socialistas utópicos y los liberales clásicos y, por lo tanto, creen que las relaciones sociales y las nociones de moralidad se basan en el contexto en relación con su etapa específica de desarrollo económico. Por lo tanto, como los sistemas económicos, tanto el socialismo como el capitalismo no son construcciones sociales que pueden establecerse en cualquier momento basadas en la voluntad subjetiva y los deseos de la población, sino que son productos de la evolución social. Un ejemplo de esto fue el advenimiento de la agricultura que permitió a las comunidades humanas producir un excedente: este cambio en el desarrollo material y económico condujo a un cambio en las relaciones sociales y convirtió la antigua forma de organización social basada en la subsistencia en una vida obsoleta y un obstáculo para mayor progreso material. Las condiciones económicas cambiantes requerían un cambio en la organización social.

## Crítica
El filósofo de la ciencia Karl Popper en su libro "La sociedad abierta y sus enemigos", caracterizó al socialismo científico como una pseudociencia. Argumenta que su método es lo que él llama "historicismo": el método de analizar tendencias históricas y derivar leyes universales de ellas. Critica este enfoque como acientífico, ya que sus principios no pueden probarse y, en particular, no están sujetos a la capacidad de demostrarse como falsos. Keynes afirmó que el marxismo es la aplicación más radical del utilitarismo jamás teorizada. Pese a las críticas de Keynes, coincidió en la necesidad de conciliar trabajo y estudio.